# Заречный, Константин Викторович
Константи́н Ви́кторович Заре́чный (14 февраля 1984, Павлодар, Казахская ССР, СССР) — казахстанский футболист, полузащитник клуба «Алтай ВКО».

## Биография
Младший брат 7-кратного чемпиона Казахстана по пляжному футболу Олега Заречного.
Воспитанник павлодарского футбола. Первые тренеры — Г. П. Луб и Е. П. Чевелев.
С 2001 года играл в составе «Иртыша» и трижды становился призёром чемпионата Казахстана по футболу.
Летом 2012 подписал контракт с командой «Тараз». И вышел с ней в финал Кубка Казахстана-2013.
В феврале 2014 пополнил ряды талдыкорганского «Жетысу».
В январе 2015 стал игроком «Атырау».
В марте 2016 его пригласили в клуб Первой лиги «Алтай». Команда в переходном матче разгромила «Тараз» (3-0) и получила путёвку в Премьер-лигу. Но по финансовым и организационным причинам клуб был исключен из участников Премьер-лиги, а позже вообще расформирован.
И в марте 2017 Заречный перешёл в уральский «Акжайык».
Но в феврале 2018 вернулся в возрождённый «Алтай ВКО», который с ходу занял с ним 4 место в Первой лиге и контракт с опытным Заречным был продлён ещё на год.

## Достижения
«Иртыш»
- Серебряный призёр чемпионата Казахстана: 2004
- Бронзовый призёр чемпионата Казахстана: 2008, 2010

 «Тараз»
- Финалист Кубка Казахстана: 2013

 «Алтай»
- Победитель Первой лиги Казахстана по футболу 2016